# MedQuist
MedQuist este o companie furnizoare de servicii de transcriere medicală. Bazele companiei au fost puse în anul 1970 de către firma Transcriptions Ltd, achiziționată apoi în 1994 de către MedQuist.
În anul 2000, Philips a cumpărat 60% din acțiunile MedQuist pentru 1,2 miliarde USD și a majorat apoi deținerea la 70%. În luna mai 2008, Philips a anunțat că își va vinde participația în cadrul MedQuist companiei CBay pentru 285 milioane dolari.
MedQuist a fost delistată de la bursă în 2004, după o anchetă demarată de autoritățile americane de atunci, și a plătit o serie de despăgubiri în urma proceselor intentate împotriva sa.
Număr de angajați în 2008: 7.500